# Park Narodowy Ivvavik
Park Narodowy Ivvavik (ang. Ivvavik National Park, fr. Parc national Ivvavik) – park narodowy położony w północnej części terytorium Jukon w Kanadzie. Został utworzony w 1984 na obszarze o powierzchni 10168 km². 